# Miami Open 2013
Il Miami Open 2013 è stato un torneo di tennis giocato su campi in cemento. È stata la 29ª edizione del Miami Open, che faceva parte della categoria ATP World Tour Masters 1000 nell'ambito dell'ATP World Tour 2013, e della categoria Premier Mandatory nell'ambito del WTA Tour 2013. Sia il torneo maschile sia quello femminile si sono tenuti al Tennis Center at Crandon Park di Key Biscayne, vicino a Miami, dal 16 al 31 marzo 2013.

## Partecipanti ATP

### Teste di serie
| Nazionalità | Giocatore             | Ranking | Testa di serie* |
| ----------- | --------------------- | ------- | --------------- |
| Serbia      | Novak Đoković         | 1       | 1               |
| Regno Unito | Andy Murray           | 3       | 2               |
| Spagna      | David Ferrer          | 5       | 3               |
| Rep. Ceca   | Tomáš Berdych         | 6       | 4               |
| Argentina   | Juan Martín del Potro | 7       | 5               |
| Francia     | Jo-Wilfried Tsonga    | 8       | 6               |
| Serbia      | Janko Tipsarević      | 9       | 7               |
| Francia     | Richard Gasquet       | 10      | 8               |
| Croazia     | Marin Čilić           | 11      | 9               |
| Spagna      | Nicolás Almagro       | 12      | 10              |
| Francia     | Gilles Simon          | 13      | 11              |
| Argentina   | Juan Mónaco           | 14      | 12              |
| Giappone    | Kei Nishikori         | 15      | 13              |
| Canada      | Milos Raonic          | 16      | 14              |
| Germania    | Tommy Haas            | 18      | 15              |
| Italia      | Andreas Seppi         | 19      | 16              |
| Stati Uniti | Sam Querrey           | 20      | 17              |
| Germania    | Philipp Kohlschreiber | 21      | 18              |
| Ucraina     | Aleksandr Dolhopolov  | 22      | 19              |
| Stati Uniti | John Isner            | 23      | 20              |
| Polonia     | Jerzy Janowicz        | 24      | 21              |
| Francia     | Jérémy Chardy         | 25      | 22              |
| Germania    | Florian Mayer         | 26      | 23              |
| Francia     | Julien Benneteau      | 27      | 24              |
| Spagna      | Fernando Verdasco     | 28      | 25              |
| Sudafrica   | Kevin Anderson        | 29      | 26              |
| Slovacchia  | Martin Kližan         | 30      | 27              |
| Russia      | Michail Južnyj        | 31      | 28              |
| Bulgaria    | Grigor Dimitrov       | 32      | 29              |
| Spagna      | Feliciano López       | 34      | 30              |
| Spagna      | Marcel Granollers     | 35      | 31              |
| Italia      | Fabio Fognini         | 36      | 32              |

* Ranking al 18 marzo 2013.

### Altri partecipanti
I seguenti giocatori hanno ricevuto una wild-card per il tabellone principale:
- James Blake
- Christian Harrison
- Lleyton Hewitt
- David Nalbandian
- Guido Pella
- Rhyne Williams

I seguenti giocatori sono passati dalle qualificazioni:

- Dudi Sela
- Marc Gicquel
- Dmitrij Tursunov
- Thiemo de Bakker
- Guillaume Rufin
- Olivier Rochus
- Jan Hájek
- Rajeev Ram
- Frank Dancevic
- Tim Smyczek
- Marius Copil
- Robby Ginepri

## Partecipanti WTA

### Teste di serie
| Giocatrice               | Nazionalità | Ranking* | Testa di serie |
| ------------------------ | ----------- | -------- | -------------- |
| Serena Williams          | Stati Uniti | 1        | 1              |
| Viktoryja Azaranka       | Bielorussia | 2        | 2              |
| Marija Šarapova          | Russia      | 3        | 3              |
| Agnieszka Radwańska      | Polonia     | 4        | 4              |
| Li Na                    | Cina        | 5        | 5              |
| Angelique Kerber         | Germania    | 6        | 6              |
| Petra Kvitová            | Rep. Ceca   | 7        | 7              |
| Sara Errani              | Italia      | 8        | 8              |
| Caroline Wozniacki       | Danimarca   | 10       | 9              |
| Marion Bartoli           | Francia     | 11       | 10             |
| Nadia Petrova            | Russia      | 12       | 11             |
| Ana Ivanović             | Serbia      | 13       | 12             |
| Dominika Cibulková       | Slovacchia  | 14       | 13             |
| Marija Kirilenko         | Russia      | 15       | 14             |
| Roberta Vinci            | Italia      | 16       | 15             |
| Sloane Stephens          | Stati Uniti | 17       | 16             |
| Lucie Šafářová           | Rep. Ceca   | 18       | 17             |
| Ekaterina Makarova       | Russia      | 19       | 18             |
| Venus Williams           | Stati Uniti | 20       | 19             |
| Carla Suárez Navarro     | Spagna      | 21       | 20             |
| Klára Zakopalová         | Rep. Ceca   | 22       | 21             |
| Jelena Janković          | Serbia      | 23       | 22             |
| Anastasija Pavljučenkova | Russia      | 24       | 23             |
| Julia Görges             | Germania    | 25       | 24             |
| Varvara Lepchenko        | Stati Uniti | 26       | 25             |
| Tamira Paszek            | Austria     | 27       | 26             |
| Mona Barthel             | Austria     | 28       | 27             |
| Sorana Cîrstea           | Romania     | 29       | 28             |
| Elena Vesnina            | Russia      | 30       | 29             |
| Kirsten Flipkens         | Belgio      | 31       | 30             |
| Yanina Wickmayer         | Belgio      | 32       | 31             |
| Alizé Cornet             | Francia     | 33       | 32             |

* Ranking al 4 marzo 2013.

### Altre partecipanti
Le seguenti giocatrici hanno ricevuto una wild-card per il tabellone principale:
- Eugenie Bouchard
- Victoria Duval
- Madison Keys
- Anett Kontaveit
- Garbiñe Muguruza Blanco
- Andrea Petković
- Mónica Puig
- Ajla Tomljanović

Le seguenti giocatrici sono entrate nel tabellone principale passando dalle qualificazioni:

- Sílvia Soler Espinosa
- Stefanie Vögele
- Mallory Burdette
- Shahar Peer
- Julija Putinceva
- Bethanie Mattek-Sands
- Karolína Plíšková
- Kateřina Siniaková
- Donna Vekić
- Allie Kiick
- Melinda Czink
- Jana Čepelová

## Punti e montepremi
Il montepremi complessivo è di $9.656.100.
| Torneo              | Torneo              | V       | F       | SF      | QF     | 4T     | 3T     | 2T     | 1T    | Q  | Q3    | Q2    | Q1    |
| Singolare maschile  | Punti               | 1000    | 600     | 360     | 180    | 90     | 45     | 25     | 10    | 16 | 0     | 8     | 0     |
| Singolare maschile  | Premi in denaro ($) | 659.775 | 321.990 | 161.375 | 82.270 | 43.370 | 23.210 | 12.530 | 7.680 | –  | 0     | 2.296 | 1.175 |
| Doppio maschile     | Punti               | 1000    | 600     | 360     | 180    | 90     | 0      | –      | –     | –  | –     | –     | –     |
| Doppio maschile     | Premi in denaro ($) | 216.190 | 105.500 | 52.880  | 26.950 | 14.210 | 7.610  | –      | –     | –  | –     | –     | –     |
| Singolare femminile | Punti               | 1000    | 700     | 450     | 250    | 140    | 80     | 50     | 5     | 30 | 20    | 1     | –     |
| Singolare femminile | Premi in denaro ($) | 712.000 | 352.000 | 164.000 | 79.000 | 39.000 | 21.000 | 12.725 | 7.700 | 0  | 2.296 | 1.175 | –     |
| Doppio femminile    | Punti               | 1000    | 700     | 450     | 250    | 140    | 5      | –      | –     | –  | –     | –     | –     |
| Doppio femminile    | Premi in denaro ($) | 241.010 | 121.000 | 55.000  | 25.965 | 12.750 | 6.000  | –      | –     | –  | –     | –     | –     |

## Campioni

### Singolare maschile
Andy Murray ha sconfitto in finale  David Ferrer per 2-6, 6-4, 7-6(1).
- È il ventiseiesimo titolo in carriera per Murray, il secondo del 2013.

### Singolare femminile
Serena Williams ha sconfitto in finale  Marija Šarapova per 4-6, 6-3, 6-0.
- È il quarantottesimo titolo in carriera per la Williams, il secondo del 2013.

### Doppio maschile
Aisam-ul-Haq Qureshi /  Jean-Julien Rojer hanno sconfitto in finale  Mariusz Fyrstenberg /  Marcin Matkowski per 6-4, 6-1.

### Doppio femminile
Nadia Petrova /  Katarina Srebotnik hanno sconfitto in finale  Lisa Raymond /  Laura Robson per 6-1, 7–6(2).